# Marcela Galar Martínez
Marcela Galar Martínez es una científica y activista ambiental mexicana. Es miembro del Sistema Nacional de Investigadores (SNI) nivel II y titular del Laboratorio de Toxicología Acuática de la Escuela Nacional de Ciencias Biológicas en el Instituto Politécnico Nacional. Su principal línea de investigación es en el campo de la toxicología acuática evaluando el impacto de contaminantes ambientales sobre diversas especies acuáticas. Además es responsable del proyecto de educación ambiental entre la población que habita en los alrededores de la Presa Madín y las presas que integran el Sistema Cutzamala.

## Trayectoria
Estudió la licenciatura en Química Farmacéutica Industrial en la Escuela Nacional de Ciencias Biológicas en el Instituto Politécnico Nacional, obteniendo el grado en el año 1991. Posteriormente, en 1998 realizó una maestría en Toxicología y en 2004 obtuvo el Doctorado en Ciencias en Quimicobioógicas, ambas en la misma institución.
Es directora del Laboratorio de Toxicología Acuática en Departamento de Farmacia de la Escuela Nacional de Ciencias Biológicas perteneciente al Instituto Politécnico Nacional. Es investigador titular nivel C y miembro del Sistema Nacional de Investigadores nivel II en el periodo 2021 a 2024.
En mayo de 2020, como parte de la red de científicos ProCienciaMx se pronunció en contra de la iniciativa política que atentaba con la desaparición de fideicomisos y fondos económicos destinados a la ciencia.

## Líneas de investigación
Su principal rama de investigación es la Toxicología Acuática. Su laboratorio se enfoca en la evaluación del riesgo toxicológico en el medio ambiente producido por contaminantes que afectan a la salud humana y ecosistemas. Particularmente estudia metales y fármacos contaminantes utilizando biomarcadores toxicológicos, estudios de embriotoxicidad, pruebas de estrés oxidativo, y pruebas conductuales en especies acuáticas.

Aunque sus líneas de investigación se han enfocado en la salud del ecosistema, la científica ha señalado la importancia que tiene el ser humano como parte del hábitat.
Podemos evaluar el riesgo ecotoxicológico, proponer ecotecnias, pero si las personas no están sensibilizadas, educadas sobre la importancia del cuerpo de agua de donde se surten, creo que poco podemos hacer.

### Proyectos y colaboraciones
Sus principales proyectos de investigación y trabajo colaborativo son:
1. Estudio comparativo de la embriotoxicidad producida por aluminio, mercurio, fierro y mezcla sobre Cyprinus carpio y Danio rerio. Funge como directora del proyecto y este se realiza en colaboración con la Universidad Autónoma del Estado de México y la Secretaría de Investigación y Posgrado del SNI (2018).
2. Estrés oxidativo producido por carbamazepina y valproato sobre el cerebro de la carpa común (Cyprinus carpio).
3. Caracterización fisicoquímica del agua del lago del parque Tezozómoc y evaluación de su efecto sobre el estado oxidativo de Cyprinus carpio y Allium cepa. Funge como directora del proyecto y este se realiza en colaboración con la Universidad Autónoma del Estado de México (2019).
4. Evaluación del riesgo ecotoxicológico asociado a contaminantes en el agua de presas de almacenamiento del Sistema Cutzamala y la Zona Metropolitana del Valle de México. Proyecto en colaboración con Universidad Autónoma del Estado de México y Universidad Veracruzana. En este proyecto es la responsable técnico y el financiamiento se obtuvo por medio de la convocatoria Ciencia de Frontera del Consejo Nacional de Ciencia y Tecnología.

Mantiene colaboraciones y convenios de investigación con instituciones nacionales y extranjeras tales como:
1. Facultad de Química, Universidad Autónoma del Estado de México.
2. Instituto de Investigaciones Tropicales, Universidad Veracruzana.
3. Servicios de Apoyo en Resolución Analítica (SARA), Universidad Veracruzana.
4. Instituto de Diagnóstico Ambiental y Estudios del Agua, Barcelona, España.

## Estudios en la Presa Madín

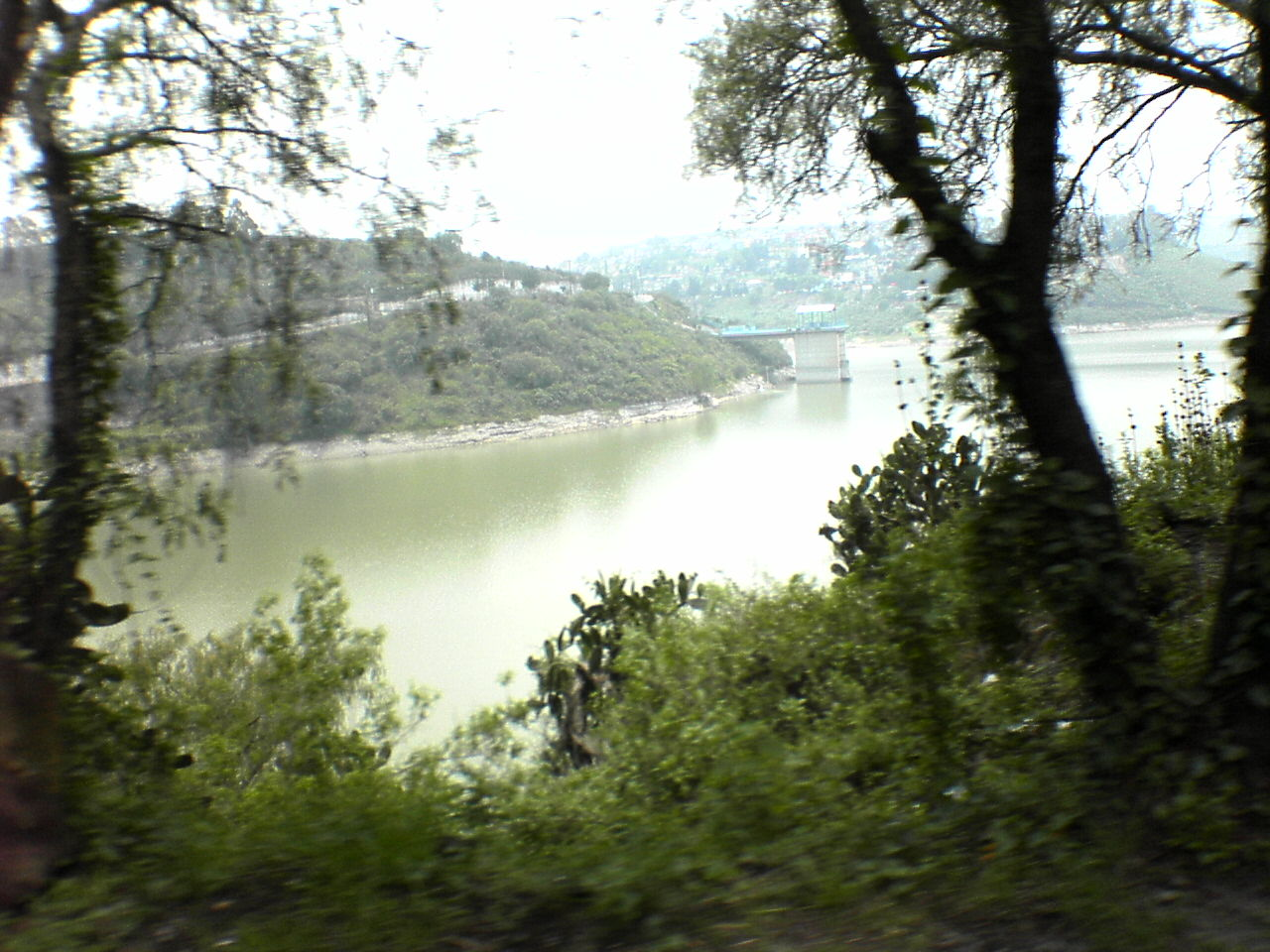
Presa Madín

Parte de sus investigaciones se enfocan en estudios de toxicidad, y evaluación de calidad del agua y sedimentos en la Presa Madín en el Estado de México. La Presa Madín se alimenta del Río Tlanepantla y los arroyos El Aguaje, El Polvorín, La Nopalera, El Sifón, El Poso, y Paso Hondo. De esta forma abastece a los municipios de Atizapán de Zaragoza y Naucalpan de Juárez suministrando agua a aproximadamente 155 000 habitantes. De acuerdo con los estudios realizados, la presa se ve afectada por las descargas de contaminantes de tipo doméstico, así como pesticidas de campos de cultivos cercanos al río y arroyos de los que se alimenta la presa.
 

La evaluación ecotoxicológica de la Presa Madín consiste en estudios cuantitativos y cualitativos de los efectos dañinos ocasionados por agentes fisicoquímicos sobre los organismos que habitan la presa y sus alrededores. Una herramienta comúnmente utilizada en estos estudios es el uso de indicadores biológicos, es decir, seres vivos de agua dulce sensibles a la mayoría de los contaminantes. Estos estudios han llevado a la conclusión de que la presa está severamente contaminada con metales pesados como aluminio, mercurio y hierro, en grados que sobrepasan los niveles permisibles para la vida acuática. También se han encontrado residuos de fármacos como metformina, ácido acetilsalisílico, naproxeno, diclofenaco, y ketorolaco. Además de agentes cancerígenos como el antraceno, antreno y distintos plaguicidas. Esto se debe a que los distintos procesos en las plantas de tratamiento de aguas no eliminan este tipo de metales o fármacos. Debido a la presencia de estos compuestos en las aguas de la Presa Madín la investigadora resume:
Hemos visto que en los organismos acuáticos produce daño al material genético y daños embrionarios, y es de suponer que si este daño sucede en los hidrobiontes, probablemente se podrían presentar algunos efectos en los humanos, aunque no puede asegurarse nada de esto.
De acuerdo con los resultados de sus investigaciones, los múltiples contaminantes de la Presa Marín producen altos niveles de estrés oxidativo que pueden llegar a causar enfermedades como Alzheimer, Parkinson, cáncer, malformaciones congénitas, y daños en el ADN.
Estas investigaciones y sus resultados son también relevantes para la evaluación del Sistema Cutzamala, uno de los alamacenamietos de agua más importantes de México.

### Activismo ambiental
A fin de disminuir los riesgos en humanos dada la contaminación de la Presa Marín y por conseguiente el Sistema Cutzamala, Marcela participa activamente en proyectos para limpiar la presa. Se propone limpiar el sitio, instalar plantas de tratamiento de aguas, poner humedales, y crear conciencia en la población sobre la importancia de estas actividades. Además, la investigadora ha hecho un llamado a las autoridades para regular el uso de medicamentos ya que las descargas en el drenaje causan grandes daños al ecosistema y ponen en riesgo la salud de la población.

## Publicaciones destacadas
Cuenta con más de 70 publicaciones científicas, entre los más destacados se encuentran:
1. Diclofenac-induced oxidative stress in brain, liver, gill and blood of common carp (Cyprinus carpio) (2013), Ecology and Environmental Safety.
2. Genotoxic response and oxidative stress induced by diclofenac, ibuprofen and naproxen in Daphnia magna (2014), Drug and Chemical Toxicity.
3. Diclofenac-enriched artificial sediment induces oxidative stress in Hyalella azteca (2010), Environmental Toxicology and Pharmacology.
4. Gender-related differences in the oxidative stress response to PCB exposure in an endangered goodeid fish (Girardinichthys viviparus) (2007), Comparative Biochemistry and Physiology - A Molecular and Integrative Physiology.
5. Methyl parathion toxicity to and removal efficiency by Typha latifolia in water and artificial sediments (2006), Chemosphere.